# Televisión del Principado de Asturias
Televisión del Principado de Asturias (en asturien Televisión del Principáu d'Asturies) est une chaîne de télévision régionale espagnole. Lancée en 2005, elle appartient au groupe de radio et de télévision asturienne (Radiotelevisión del Principado de Asturias). Son siège social et ses studios sont situés dans l'enceinte de l'université de Gijón.
La télévision asturienne appartient à la fédération des organismes de radio et de télévision des autonomies, une association professionnelle regroupant les principales chaînes de télévision régionales publiques du pays. La chaîne est diffusée sur le réseau hertzien (analogique et numérique) dans l'ensemble de la principauté des Asturies ainsi que dans une partie des communautés autonomes voisines (Galice, Cantabrie et Castille-León) par propagation des ondes.
Média généraliste, sa programmation est composée d'émissions d'informations locales, de séries, de sport et de documentaires. Certains programmes sont diffusés en asturien, langue vernaculaire ayant un statut de langue protégée (mais non officielle) au sein de la communauté autonome. La plus grande partie des émissions sont néanmoins en espagnol (parfois sous-titré).
La télévision asturienne produit également une version spécifique de la chaîne à destination de la diaspora, diffusée par satellite et en streaming sur internet. Cette chaîne à vocation internationale reprend la plus grande partie des programmes de la chaîne-mère, en dehors des films et des séries.

## Description
Les premières émissions expérimentales de la télévision asturienne sont diffusées à partir du 20 décembre 2005. Le 7 janvier, en collaboration avec la télévision galicienne qui lui fournit ses images, elle retransmet un match de football entre le Real Sporting de Gijon et le Racing de Ferrol. Le lendemain, elle diffuse en direct un nouveau match de football entre le Marino de Luanco et le SCD Durango, mais cette fois l'émission est produite par ses propres moyens.
Au cours des semaines qui suivent, la grille des programmes s'enrichit de nouvelles émissions, dont quelques-unes en asturien (Al Aldu, Nós, Camín de cantares) ou bilingues (Pieces), mais elles ne représentent pas plus de 1,5 % du temps d'antenne.
Le 8 septembre 2006, à l'occasion de la célébration du « Jour des Asturies », la chaîne commence ses émissions matinales par la retransmission de la « messe de la Santina » depuis la basilique de Covadonga. Depuis 2009, elle reprend une partie des matchs de la ligue des champions de football et depuis 2010, certaines compétitions de Formule 1.

### Sources
- (es) Cet article est partiellement ou en totalité issu de l’article de Wikipédia en espagnol intitulé « Televisión del Principado de Asturias » (voir la liste des auteurs).